# Pseudacraea diffusa
Pseudacraea diffusa is een vlinder uit de onderfamilie Limenitidinae van de familie Nymphalidae. De wetenschappelijke naam van de soort is, als Panopea diffusa, voor het eerst geldig gepubliceerd in 1880 door Arthur Gardiner Butler. De naam is waarschijnlijk een synoniem voor Hypolimnas anthedon (Doubleday, 1845).